# Distretto di Chaiyo
Il distretto di Chaiyo (in thailandese: ไชโย) è un distretto (amphoe) della Thailandia, situato nella provincia di Ang Thong.